# Climatron

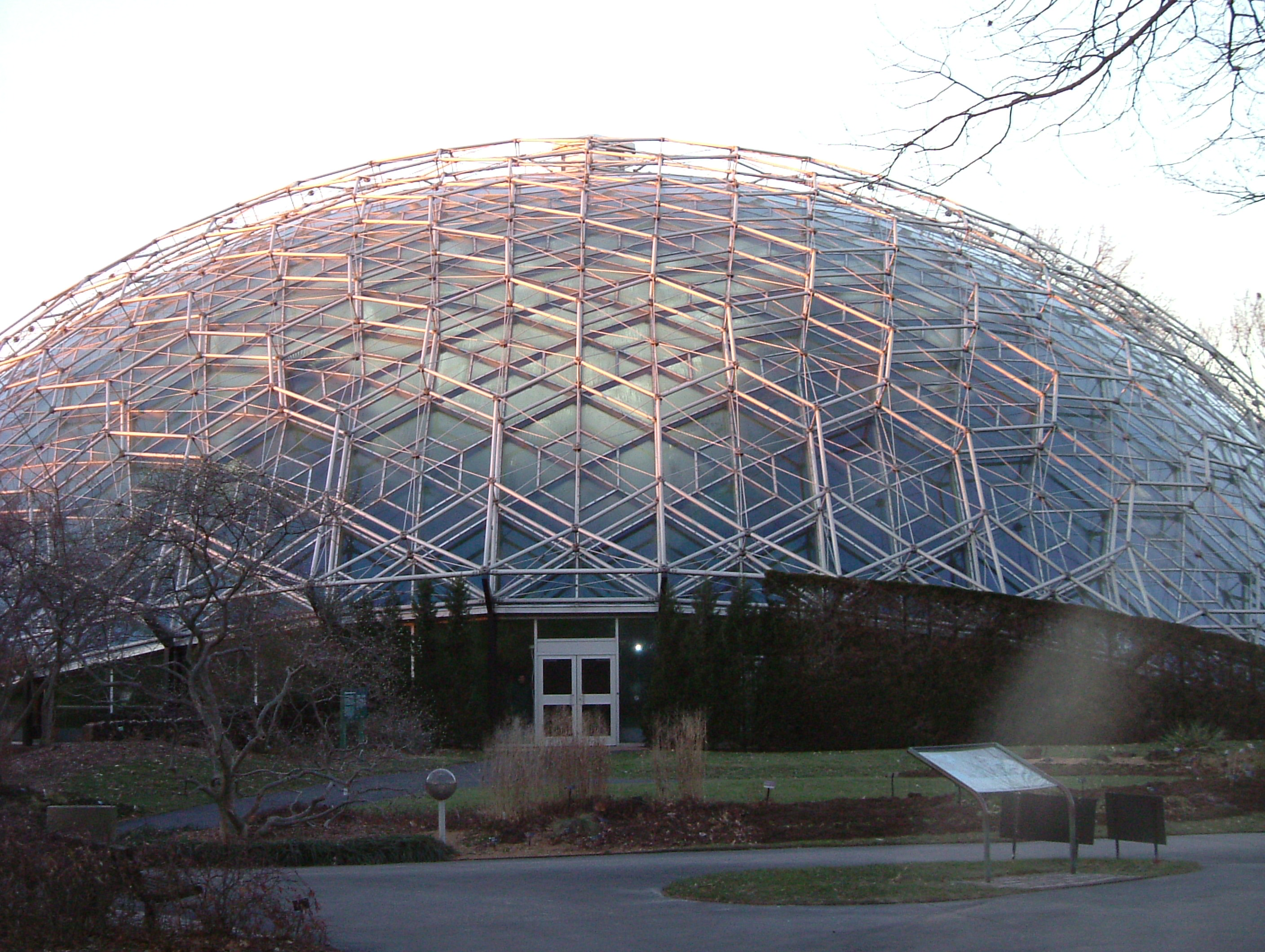
Climatron

Het Climatron is de bekendste broeikas van de Missouri Botanical Garden in Saint Louis (Missouri). Het is een geodetische koepel die in 1960 werd voltooid naar een ontwerp van Joseph Dennis Murphy en Eugene Mackey ter vervanging van het Palm House (een tropische kas uit 1914). Destijds kostte de aanleg 700.000 Amerikaanse dollar.
De broeikas is vernoemd naar zijn klimaatbeheersingtechnologie ('climate-control technology'). In 1961 won het bouwwerk een Reynolds Award voor aluminium architectuur. In 1976 werd de broeikas opgenomen op een lijst van 100 grootste architecturale prestaties in de geschiedenis van de Verenigde Staten. Tussen 1988 en 1990 werd het Climatron voor zes miljoen dollar gerenoveerd waarbij de plexiglas panelen van de oude koepel werden vervangen door glazen panelen en er een nieuwe geodetische koepel van aluminium en glas onder de oude werd gebouwd. Tevens werd de inrichting van de kas op de schop genomen en werd er een nieuwe beplanting aangelegd. Tevens werd Shoenberg Temperate House toegevoegd aan de rand van de geodetische koepel. Het Climaton is 21 m hoog, heeft een diameter van 53 m en een inhoud van 36 miljoen liter. De constructie is zelfdragend, er is geen intern geraamte. De glazen panelen zijn driehoekig, waarbij er 72 verschillend gevormde driehoeken zijn.
De kas simuleert het klimaat van een tropisch laaglandregenwoud. Er worden 1200 van de circa 160.000 bekende tropische planten gehuisvest. Hieronder zijn vele bedreigde plantensoorten. Er groeien onder andere bananenplanten, cacaoboom, koffieplant, lianen, bromelia's, palmvarens, passiebloemen en orchideeën. Tevens worden er tropische vogels, kikkers en andere dieren gehouden.
In Cornwall (Engeland) bevindt zich het Eden Project, een botanische tuin met twee kassencomplexen die worden gevormd door meerdere geodetische koepels. Een van deze kassencomplexen, het Humid Tropics Biome is vergelijkbaar qua klimaat met het Climatron. In Nederland is Burgers' Bush van de Burgers' Zoo in Arnhem vergelijkbaar met het Climatron.